# Chalaza
Zasugerowano, aby ten artykuł podzielić na różne artykuły – Chalaza (zoologia) i Chalaza (botanika).

Chalazy w jaju ptaka (nr 4 i 13)

Chalaza – struktura występująca w jajach zwierząt i zalążkach roślin.
U zwierzątChalazy zwane też sznurami, skrętkami i powrózkami białkowymi są przymocowane z jednej strony do błony żółtkowej otaczającej żółtko, z drugiej do błony pergaminowej otaczającej białko. Znajdują się po obu stronach żółtka w osi jaja i służą do umocowania komórki jajowej w stałym położeniu (możliwe są dzięki nim tylko ruchy obrotowe).
U roślinChalaza zwana też osadką to słabo wyodrębniona zwykle od wnętrza zalążka jego część nasadowa, z której wyrastają dwie (u okrytonasiennych) lub jedna (u nagonasiennych) osłonki (integumenty).